# Ressonància de Feshbach
En física, una ressonància de Feshbach pot ocórrer en la col·lisió de dos àtoms lents, quan s'uneixen temporalment formant un compost inestable amb una vida curta (l'anomenada ressonància). És una característica dels sistemes de molts cossos en què s'aconsegueix un estat lligat si desapareixen l'acoblament entre almenys un grau intern de llibertat i les coordenades de reacció, que condueixen a la dissociació. La situació oposada, quan no es forma un estat lligat, és una ressonància de forma. Porta el nom d'Herman Feshbach, físic del MIT.
Les ressonàncies de Feshbach han esdevingut importants en l'estudi dels sistemes d'àtoms freds, inclosos els gasos de Fermi i els condensats de Bose-Einstein (BEC). En el context dels processos de dispersió en sistemes de molts cossos, la ressonància de Feshbach es produeix quan l'energia d'un estat lligat d'un potencial interatòmic és igual a l'energia cinètica d'un parell d'àtoms en col·lisió. En entorns experimentals, les ressonàncies de Feshbach proporcionen una manera de variar la força d'interacció entre els àtoms del núvol canviant la longitud de dispersió, asc, de les col·lisions elàstiques. Per a les espècies atòmiques que posseeixen aquestes ressonàncies (com K39 i K40), és possible variar la força d'interacció aplicant un camp magnètic uniforme. Entre molts usos, aquesta eina ha servit per explorar la transició d'un BEC de molècules fermiòniques a parells de fermions que interaccionen dèbilment el BCS als núvols de Fermi. Per als BEC, les ressonàncies de Feshbach s'han utilitzat per estudiar un espectre de sistemes des dels gasos Bose ideals que no interaccionen fins al règim unitari d'interaccions.

## Introducció

Es mostra el potencial interatòmic del canal obert (vermell) i tancat (blau). Quan l'energia entrant dels àtoms lliures, donada per la línia de punts, és aproximadament equivalent a la de l'estat lligat al canal tancat, es pot formar un estat molecular temporal.

Considereu un esdeveniment de dispersió quàntica general entre dues partícules. En aquesta reacció, hi ha dues partícules de reactius indicades per A i B, i dues partícules de producte indicades per A' i B'. En el cas d'una reacció (com ara una reacció nuclear), podem designar aquest esdeveniment de dispersió per
{\displaystyle A+B\rightarrow A'+B'} o {\displaystyle A(B,B')A'}.
La combinació de les espècies i els estats quàntics de les dues partícules reactants abans o després de l'esdeveniment de dispersió es coneix com a canal de reacció. Concretament, les espècies i estats d' A i B constitueixen el canal d'entrada, mentre que els tipus i estats d' A' i B' constitueixen el canal de sortida. Un canal de reacció accessible energèticament s'anomena canal obert, mentre que un canal de reacció prohibit per la conservació d'energia s'anomena canal tancat.
Considereu la interacció de dues partícules A i B en un canal d'entrada C. Les posicions d'aquestes dues partícules vénen donades per {\displaystyle {\vec {r}}_{A}} i {\displaystyle {\vec {r}}_{B}}, respectivament. L'energia d'interacció de les dues partícules normalment dependrà només de la magnitud de la separació {\displaystyle R\equiv |{\vec {r}}_{A}-{\vec {r}}_{B}|}, i aquesta funció, de vegades anomenada corba d'energia potencial, es denota per {\displaystyle V_{c}(R)}. Sovint, aquest potencial tindrà un mínim pronunciat i, per tant, admetrà estats lligats.
L'energia total de les dues partícules al canal d'entrada és
{\displaystyle E=T+V_{c}(R)+\Delta ({\vec {P}})}
on {\displaystyle T} indica l'energia cinètica total del moviment relatiu (el moviment del centre de massa no té cap paper en la interacció de dos cossos), {\displaystyle \Delta } és la contribució a l'energia dels acoblaments als camps externs, i {\displaystyle {\vec {P}}} representa un vector d'un o més paràmetres com el camp magnètic o el camp elèctric. Considerem ara un segon canal de reacció, indicat per D, que està tancat per a grans valors de R. Deixeu que aquesta corba de potencial {\displaystyle V_{D}(R)} admetre un estat lligat amb energia {\displaystyle E_{D}}.
Es produeix una ressonància de Feshbach quan
{\displaystyle E_{D}\approx T+V_{c}(R)+\Delta ({\vec {P}}_{0})}
per a algun rang de vectors de paràmetres {\displaystyle \lbrace {\vec {P}}_{0}\rbrace }. Quan es compleix aquesta condició, aleshores qualsevol acoblament entre el canal C i el canal D pot donar lloc a una mescla significativa entre els dos canals; això es manifesta com una dependència dràstica del resultat de l'esdeveniment de dispersió del paràmetre o paràmetres que controlen l'energia del canal d'entrada. Aquests acoblaments poden sorgir d'interaccions d'intercanvi d'espins o d'interaccions relativistes dependents de l'espin.

## Ressonància magnètica de Feshbach
En experiments atòmics ultrafreds, la ressonància es controla mitjançant el camp magnètic i suposem que l'energia cinètica {\displaystyle T} és aproximadament 0. Com que els canals difereixen en graus interns de llibertat, com ara el gir i el moment angular, la seva diferència d'energia depèn de {\displaystyle {\vec {B}}} per l'efecte Zeeman. La longitud de dispersió es modifica com a
{\displaystyle a=a_{bg}\left(1-{\frac {\Delta }{B-B_{0}}}\right)}
on {\displaystyle a_{bg}} és la longitud de dispersió del fons, {\displaystyle B_{0}} és la intensitat del camp magnètic on es produeix la ressonància, i {\displaystyle \Delta } és l'amplada de ressonància. Això permet manipular la longitud de dispersió a 0 o valors arbitràriament alts.
A mesura que el camp magnètic passa per la ressonància, els estats del canal obert i tancat també es poden barrejar i un gran nombre d'àtoms, de vegades prop del 100% d'eficiència, es converteixen en molècules de Feshbach. Aquestes molècules tenen estats vibratoris elevats, de manera que s'han de passar a estats més baixos i més estables per evitar la dissociació. Això es pot fer mitjançant emissions estimulades o altres tècniques òptiques com STIRAP. Altres mètodes inclouen induir l'emissió estimulada mitjançant un camp magnètic oscil·lant i la termalització de molècules àtoms.